# Barrage de Wanjiazhai
Le barrage de Wanjiazhai est un barrage dans le Shaanxi en Chine sur le fleuve Jaune. Il est associé à une centrale hydroélectrique de 1 080 MW. Sa construction a débuté en 1994 et s'est terminé en 1998.